# Jean-Joseph Renaud
Jean-Joseph Renaud (16. januar 1873 i Paris – 8. december 1953) var en fransk fægter som deltog i de olympiske lege OL 1908 i London i holdkonkurrencen i sabel.
Han var også en flittig forfatter, journalist og dramatiker hvis bog fra 1912 La Defense dans la Rue er anerkendt som et vigtigt bidrag til begyndelsen af det 20. århundredes litteratur om dette emne. Han var en fortaler for ære og sagde: ". Fra alle synspunkter er dueller godgørende" Han kæmpede i mange dueller (herunder dem der involverer Clemenceau og Leon Blum) og kæmpede mindst 15 selv.